# Aššur-nadin-ahhe I.
Aššur-nadin-ahhe I. (Aschschur-nadin-achche, Assur-nadin-ahhe), Sohn des Aššur-rabi I., war ein assyrischer König. Seine Regierungsdaten sind in allen Versionen der assyrischen Königsliste abgebrochen. Von seiner unbekannten Regierungsdauer ist nur das Ende, 1421 v. Chr., gesichert. Er wurde durch seinen Bruder Enlil-nasir II. abgesetzt.
| Autor                    | Regierungszeit    | Anmerkungen            |
| ------------------------ | ----------------- | ---------------------- |
| Cassin 1966              | 1452–1432 v. Chr. | mittlere Chronologie   |
| Gasche et al. 1998       | 1436–1423 v. Chr. | Ultrakurze Chronologie |
| Nach Cassin aktualisiert | 1441–1421 v. Chr. |                        |
| Nach Gasche aktualisiert | 1434–1421 v. Chr. |                        |